# Mike-Steven Bähre
Mike-Steven Bähre (* 10. August 1995 in Garbsen) ist ein deutscher Fußballspieler.

## Karriere
Bähre begann seine Karriere in seiner Geburtsstadt bei TuS Garbsen. 2009 wechselte er zu Hannover 96. Im März 2014 spielte er erstmals für die Regionalligamannschaft. Im Sommer 2015 bekam er einen Profivertrag. Sein Bundesligadebüt gab er am 16. Spieltag 2015/16 im Spiel gegen die TSG 1899 Hoffenheim, als er in der Schlussphase für Allan Saint-Maximin eingewechselt wurde. Im Januar 2016 wurde er bis Saisonende an den Drittligisten Hallescher FC ausgeliehen. Zur Saison 2016/17 kehrte Bähre zu Hannover 96, das mittlerweile in die 2. Bundesliga abgestiegen war, zurück. Ohne weiteren Einsatz in der ersten Mannschaft verlieh ihn der Aufsteiger im Januar 2018 an den Drittligisten SV Meppen.
Am 31. August 2018 verlängerte Bähre seine Vertragslaufzeit bei Hannover 96 bis zum 30. Juni 2020 und wechselte zunächst bis zum Ende der Saison 2018/19 zum englischen Drittligisten FC Barnsley. Er kam auf 35 Einsätze, in denen er ein Tor erzielte, und stieg mit dem Club in die EFL Championship auf. Zur Saison 2019/20 erwarb der FC Barnsley schließlich die Transferrechte an Bähre.
Im Januar 2021 kehrte Bähre nach Meppen zurück. Für den Drittligisten absolvierte er bis zum Ende der Saison 2020/21 neun Partien, anschließend verließ er das Team wieder. Nach einem halben Jahr ohne Klub wurde er im Januar 2022 allerdings ein drittes Mal von Meppen unter Vertrag genommen. Auch das dritte Engagement dauerte nur eine Halbsaison, diesmal kam er zu neun Einsätzen, ehe er Meppen verließ.
Nach erneut einem Halbjahr ohne Team wechselte Bähre im Januar 2023 zum österreichischen Bundesligisten SCR Altach. Dort verlängerte er seinen Vertrag inzwischen bis zum 30. Juni 2026.

## Erfolge
- Aufstieg in die EFL Championship: 2019